# Le Bourdeix
Le Bourdeix is een gemeente in het Franse departement Dordogne (regio Nouvelle-Aquitaine) en telt 229 inwoners (1999). De plaats maakt deel uit van het arrondissement Nontron.

## Geografie
De oppervlakte van Le Bourdeix bedraagt 11,5 km², de bevolkingsdichtheid is 19,9 inwoners per km².
De onderstaande kaart toont de ligging van Le Bourdeix met de belangrijkste infrastructuur en aangrenzende gemeenten.

## Demografie
Onderstaande figuur toont het verloop van het inwonertal (bron: INSEE-tellingen).